# Regina Taylor
Pour les articles homonymes, voir Taylor.
Regina Annette Taylor est une actrice afro-américaine née le 22 août 1960 à Dallas, Texas.

## Filmographie

### Télévision
- 1990 - 2010 : New York, police judiciaire (série télévisée) : Evelyn Griggs
- 1991 - 1993 : Les Ailes du destin (série télévisée) : Lilly Harper
- 2006 - 2009 : The Unit : Commando d'élite (série télévisée) : Molly Blane
- 2008 : Grey's Anatomy (série télévisée) : Greta
- 2008 : L'Homme aux mille visages (Who Is Clark Rockefeller?) (téléfilm) : Megan Norton
- 2015 : Dig (série télévisée) : Ruth Lidell
- 2016 : Elementary (S5E15) : Dr Wilkerson
- 2016 : Time After Time (série télévisée) : Vanessa Anders

### Cinéma
- 1989 : L'Incroyable Défi de John G. Avildsen : Mme Carter
- 1995 : Losing Isaiah de Stephen Gyllenhaal : Gussie
- 1995 : Clockers de Spike Lee : Iris Jeeter
- 1996 : À l'épreuve du feu (Courage Under Fire) d'Edward Zwick : Meredith Serling
- 1997 : Péril en mer (Hostile Waters) de David Drury :  Lieutenant Curtis
- 1998 : Négociateur de F. Gary Gray : Karen Roman
- 2006 : L'Enfant de la nuit (In from the Night) de Peter Levin : Dr A. Gardner

## Récompense
- Golden Globes 1993 : Meilleure actrice dans une série télévisée dramatique pour Les Ailes du destin